# Estrella Lambda Boötis
Una estrella Lambda Boötis és un tipus d'estrella peculiar que presenta una inusual baixa abundància dels elements pesants, particularment els del pic del ferro (crom, magnesi, ferro, cobalt i níquel) en les seves capes externes, amb la clara excepció de carboni, nitrogen, oxigen i sofre. El seu tipus espectral està comprès entre B-tardà i F-primerenc.
La natura de les estrelles Lambda Boötis no és ben coneguda. Poden ser estrelles de Població I, o bé estrelles pre-seqüència principal o estrelles de la seqüència principal formades a partir d'un gas els àtoms metàl·lics del qual van ser absorbits per la pols interestel·lar. L'explicació més comuna és que el fenomen es deu a l'acreció per l'estrella de feble metal·licitat des d'un disc protoplanetari.
És un grup particularment escàs, es pensa que com a màxim un 2% de les estrelles compreses dins el domini espectral rellevant són estrelles Lambda Boötis.
El prototip d'aquesta classe és Lambda Bootis (λ Boo). L'estrella Alpha Lyrae (Vega), de la constel·lació de la Lira, pertany a aquest tipus d'estrelles.